# 硬毛鼠
硬毛鼠是棲息在加勒比地區較大型的齧齒目，即硬毛鼠科（或稱牛鼠科）動物。牠們長約20-60厘米，重達7公斤。目前已知有20種硬毛鼠，但有一半已經滅絕，只有少數數量很多，其餘的都是瀕危。牠們仍有尾巴，有些已經退化，或是可以抓住東西。牠們的身體圓頓，頭部很大。大部份的硬毛鼠都是草食性的，有些則會吃細小的動物。牠們會在樹上或石縫間築巢。
在古巴，硬毛鼠會被獵殺為食物。